# كيري إس. هاريس
كيري إس. هاريس (بالإنجليزية: Kerry S. Harris)‏ هو رائد أعمال أمريكي، ولد في 8 ديسمبر 1969.